# Каронделета
Палац Каронделета (ісп. Palacio de Carondelet)) — офіційна резиденція уряду та президента Еквадору, розташована в Кіто. Доступ здійснюється через громадський простір, відомий як Площа Незалежності або Пласа-Гранде (розмовна назва), навколо якої також розташовані Палац Архієпископа, Муніципальний Палац, Готель Плаза-Гранде та Столичний собор.
Палац розташований на вулиці незалежності біля затоки в центрі Асунсьйона. Палац став об'єктом культурної спадщини Асунсьйона, з нагоди обрання міста культурною столицею Америки в 2009.

## Історія
Історія цієї будівлі сягає колоніальних часів, приблизно в 1570 році, з придбанням колишніх королівських будинків, розташованих у місті Кіто.
Перша резиденція іспанської корони в королівській аудієнції Кіто функціонувала біля монастиря Ла-Мерсед (сучасні вулиці Куенка та Чилі). Після смерті секретаря аудієнції Дієго Суареса де Фігероа в 1611 році уряд зайняв його невеликий палац, побудований на центральній площі (Plaza Grande).
Хуан Фернандес де Рекальде, президент Аудієнції, повідомив короля, що будівля вільна. Він був придбаний Короною як більша будівля для розміщення іспанської адміністрації в Кіто.
Через деякий час наступник Рекальде, президент Антоніо де Морга, повідомив королю, що королівські будинки необхідно замінити, оскільки вони дуже старі. Він запропонував викупити сусідні будинки. Землетрус 1627 року завдав шкоди, і уряд був змушений викупити сусідні будівлі, щоб відновити їх. Вони були перебудовані з каменю та цегли. Після цього місце для глядачів розмістили навпроти Plaza Grande.

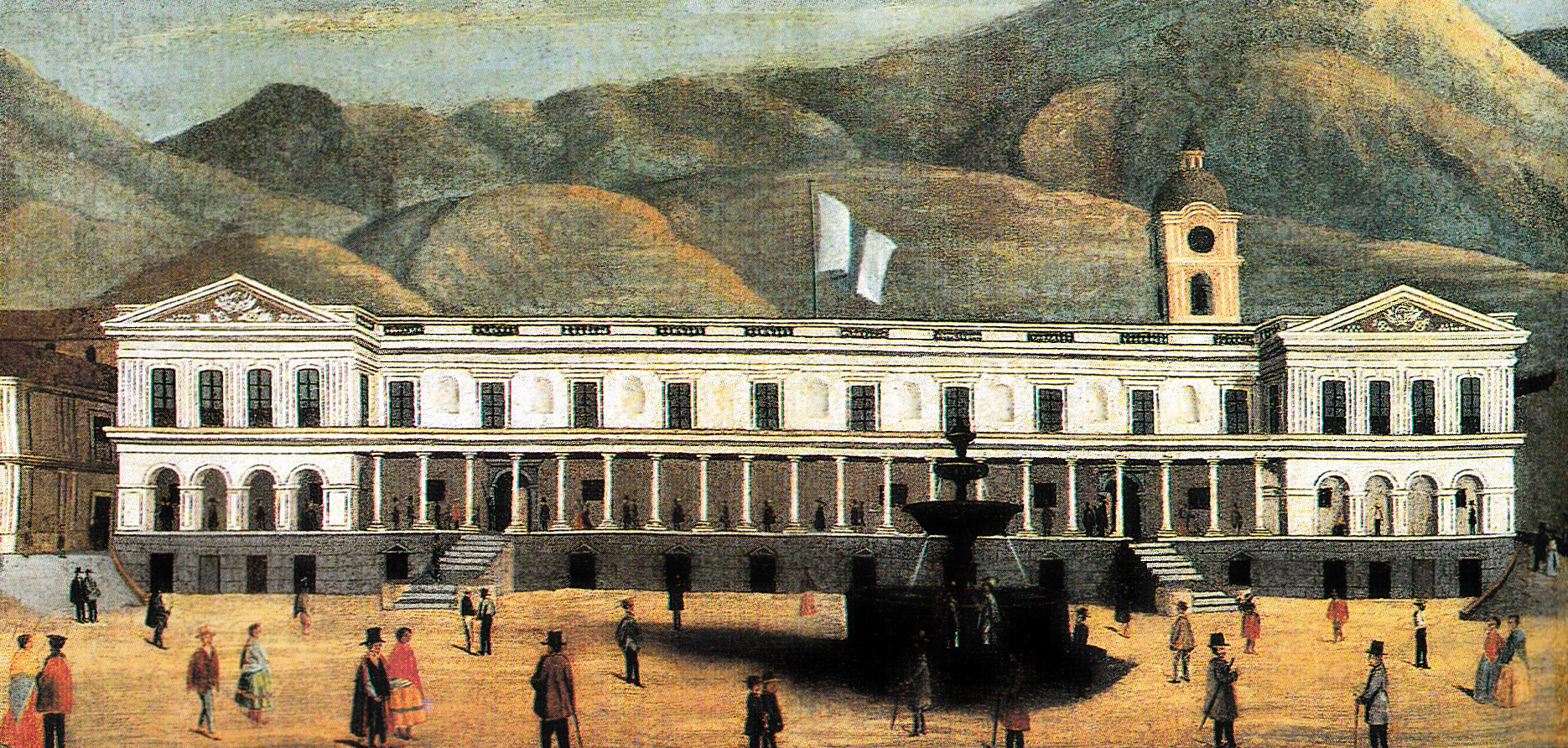
Палац Каронделета в середині ХІХ столітті після березневої революції. Картина маслом Рафаеля Саласа.

У 1799 році барон Франциско Луїс Гектор де Каронделет був призначений головою Аудієнції. У 1801 році іспанці найняли Антоніо Гарсіа для виконання робіт з відновлення та покращення як Палацу аудієнцій, так і собору. Він також керував роботами з арок каналізації та ремонтом будівлі в'язниці.
Після того, як незалежність Еквадору закінчилася битвою при Пічінчі в 1822 році, палац став штаб-квартирою Південного департаменту Великої Колумбії, іноді вітаючи визволителя Сімона Болівара. Він дивувався елегантності та строгості будівлі і був у захваті від смаку барона Каронделета (головного керівника роботи); таким чином, Болівар дав будівлі ім'я палацу Каронделета.
У республіканську еру майже всі президенти (конституційні, інтерновані та диктатори) працювали в цій будівлі, яка є резиденцією уряду Республіки Еквадор.
Протягом багатьох років відбулися певні зміни, найважливіші з яких – під час президентства Габріеля Гарсіа Морено, Каміло Понсе Енрікеса та Сіксто Дюрана Бальєна.
Крім адміністративних офісів на третьому рівні Палацу розташована президентська резиденція – розкішні апартаменти в колоніальному стилі, в яких проживає президент з родиною.
В даний час Президентство і Віце-президентство Республіки та Міністерство внутрішніх справ займають комплекс Каронделета, який включає будівлі колишньої пошти (нині на вулиці Беналькасар, між Чилі та Еспехо) і Урядовий палац, розділені гаражем.

## Історична спадщина
Під час президентства Рафаеля Корреа уряд Еквадору оголосив палац Каронделета та його установи культурною спадщиною Еквадору та перетворив президентський комплекс на музей, відкритий для публіки.
Були організовані спеціальні зони для розміщення об’єктів у межах їхнього культурного контексту, виділення кількох кімнат і просторів усередині палацу, щоб зробити їх загальнодоступними.
Щоб виконати цю роботу, Марія дель Кармен Молестина, дослідник, доктор археології та колишній директор Музею Центрального банку Еквадору, каталогізувала об’єкти та визначила місця для виставлення подарунків, отриманих президентом під час перебування на посаді. Крім того, вона виявила в палаці предмети та антикварні меблі, що мають культурну цінність, для розміщення у виставковій галереї.
Відповідно до цієї системи тепер можна визнавати культурну, історичну та/або етнографічну цінність президентських подарунків і ідентифікувати всі об’єкти, які представляють і втілюють звичаї, традиції, ідеології та форми мислення різних етнічних груп Еквадору. За президентства Леніна Морено музей був закритий для публіки.
За словами дослідниці Марії дель Кармен Молестіни, дивовижно, як протягом багатьох років палац Каронделет був розграбований. Більшість меблів і предметів інтер'єру, які сьогодні можна побачити, нові; навіть деякі бронзові фурнітури з меблів часів Гарсіа Морено були замінені копіями з золотого напилення свинцю.
Розслідування, яке зараз веде Молестіна, покликане з'ясувати, коли почалося так зване мародерство. Палац Каронделета було відреставровано під час президентства Каміло Понсе Енрікеса (1956–1960) і до президентства Леона Фебреса-Кордеро Рібаденейра (1984–1988) все було так, як мало бути. Відомостей про долю значної частини речей Президентського палацу з того періоду немає.
Крім того, Молестіна вважає, що все зберігалося до президентства Родріго Борха Севальйоса (1988–1992), після чого Сіксто Дюран Бальєн (1992–1996) замовив новий президентський номер на третьому поверсі палацу.

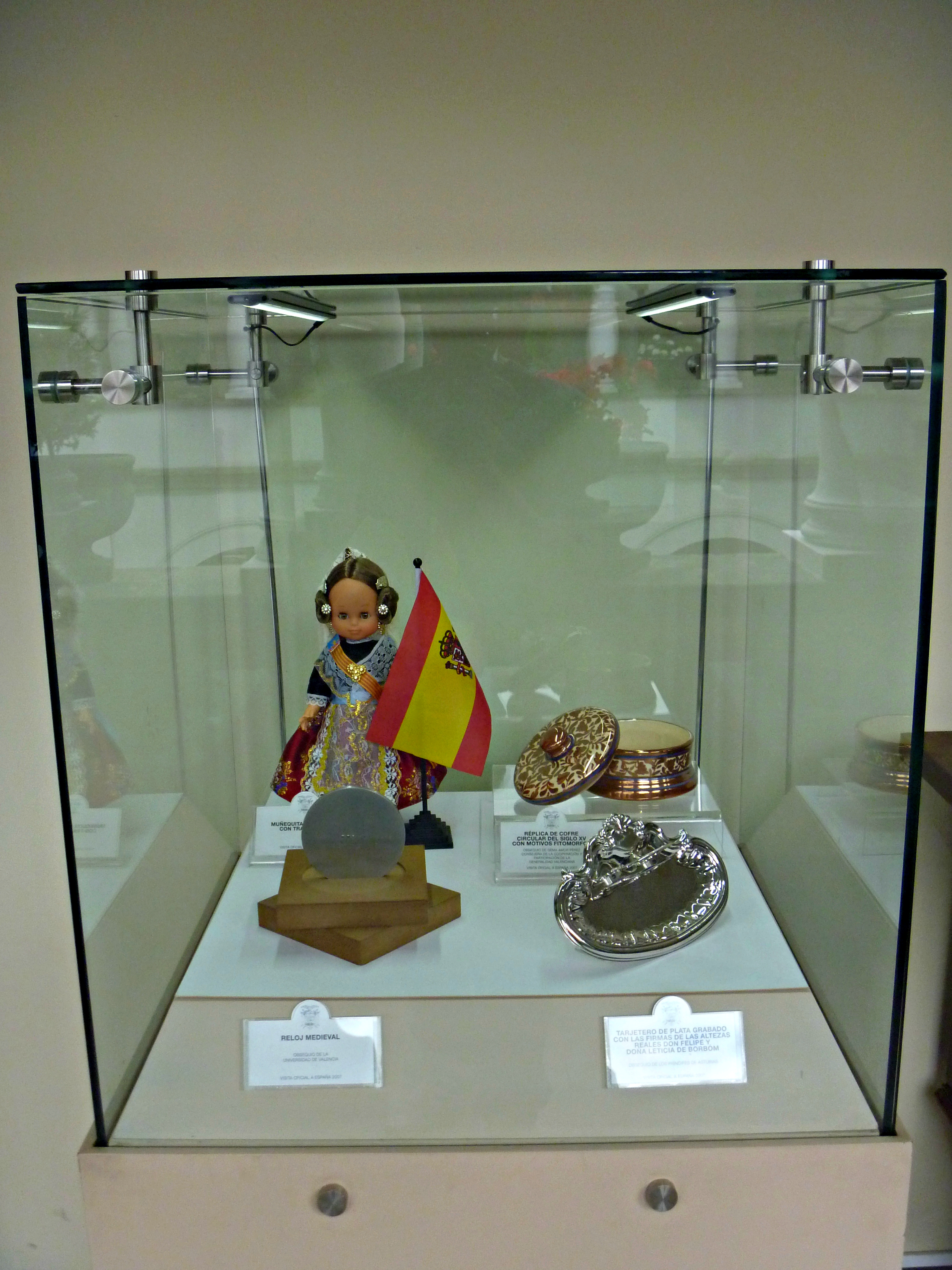
Виставка принца Астурійського. Подарунки, вручені президенту спадкоємцями іспанського престолу Феліпе-і-Летицією під час візиту до Кіто в 2012 році.
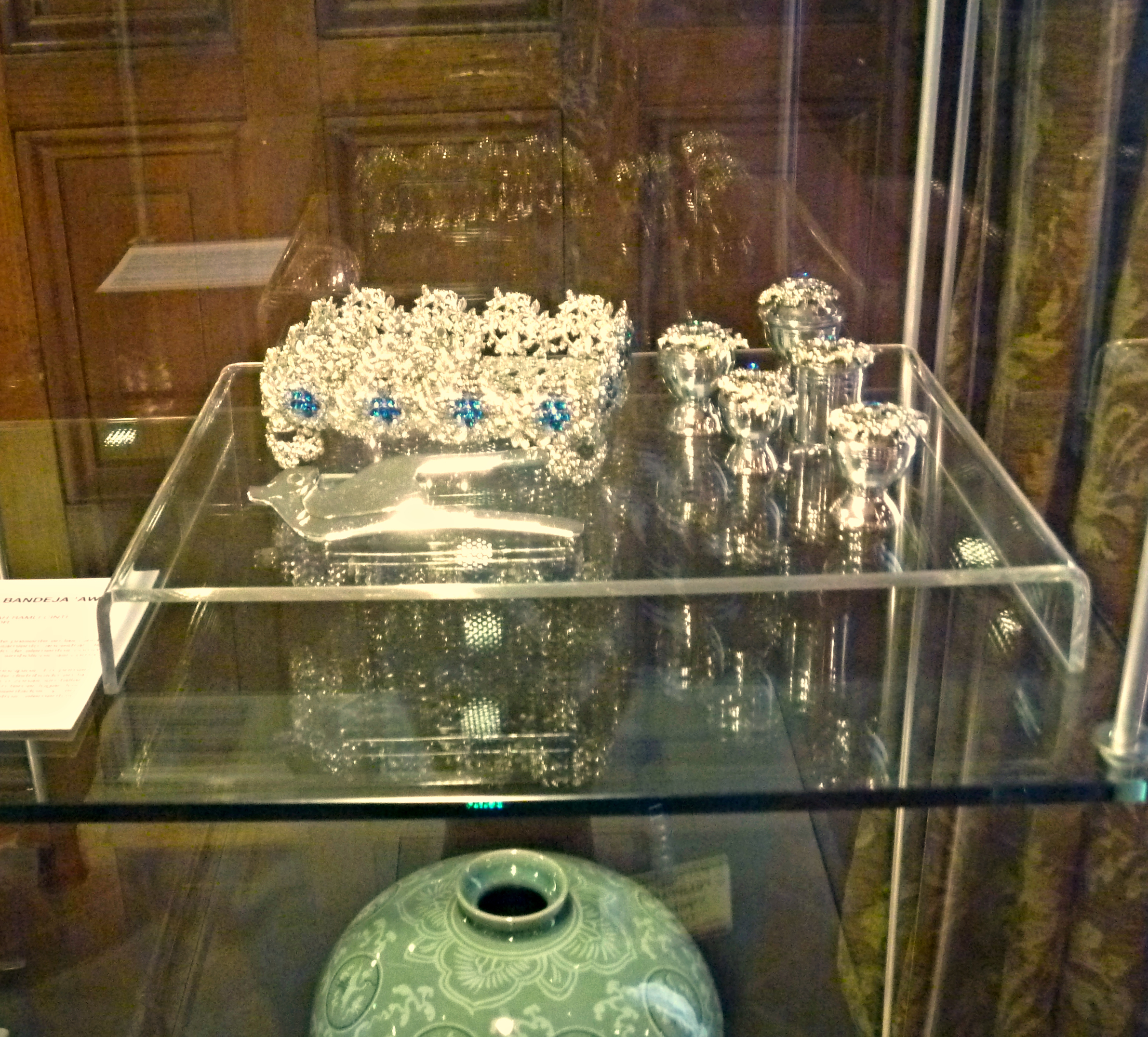
Азіатська вітрина. Тіара та срібні кубки, подарунки від уряду Ірану.
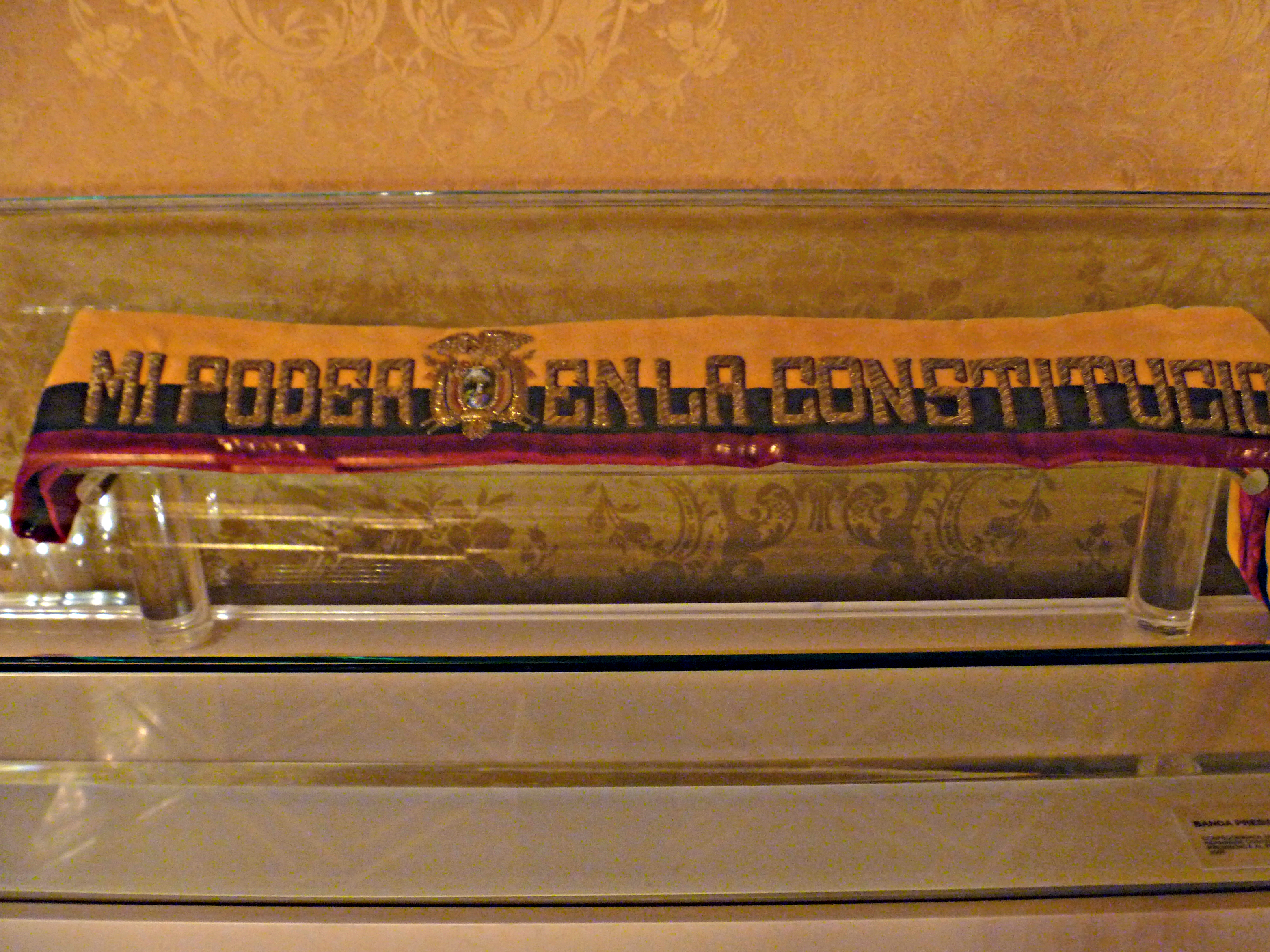
Президентський пояс, який одягав Рафаель Корреа як президент Республіки.